# Crucifix
Een crucifix is een symbool uit de christelijke traditie. Het is een kruisbeeldvorm waarbij het lichaam (corpus) van de gekruisigde Christus op een kruis is bevestigd om de lijdensweg van Jezus te benadrukken. Het bestaat in allerlei vormen en maten, van meters hoog tot centimeters klein.
Boven het kruis hangt vaak een bord met de letters INRI, de Latijnse afkorting van Jezus van Nazareth, koning der Joden, de tekst die Pilatus volgens Johannes 19:19-22 boven het kruis liet hangen.
Een crucifix wordt vooral in rooms-katholieke kringen gezien, maar ook in de anglicaanse en lutherse kerken. Andere protestanten geven de voorkeur aan een kruis zonder Jezusfiguur.
Het oudst bekende crucifix bevindt zich op de houten deur van de Santa Sabina in Rome en dateert uit ca. 430 na Chr. Een kruis als beeld bestond vlak na Jezus' tijd nog niet.
Het woord is afgeleid van het Latijnse cruci fix, dat "aan een kruis vastgemaakt" betekent. Er zijn echter ook schrijvers die beweren dat het aanvankelijk verwees naar een martelpaal, zonder vormaanduiding. Deze school zoekt de oorsprong van het symbool bij de ankh uit het Egyptische polytheïsme.
Haast altijd draagt de gekruisigde Christus een lendendoek of perizonium en rusten zijn voeten op een sokkel, hoewel beide niet in Bijbelteksten worden vermeld.

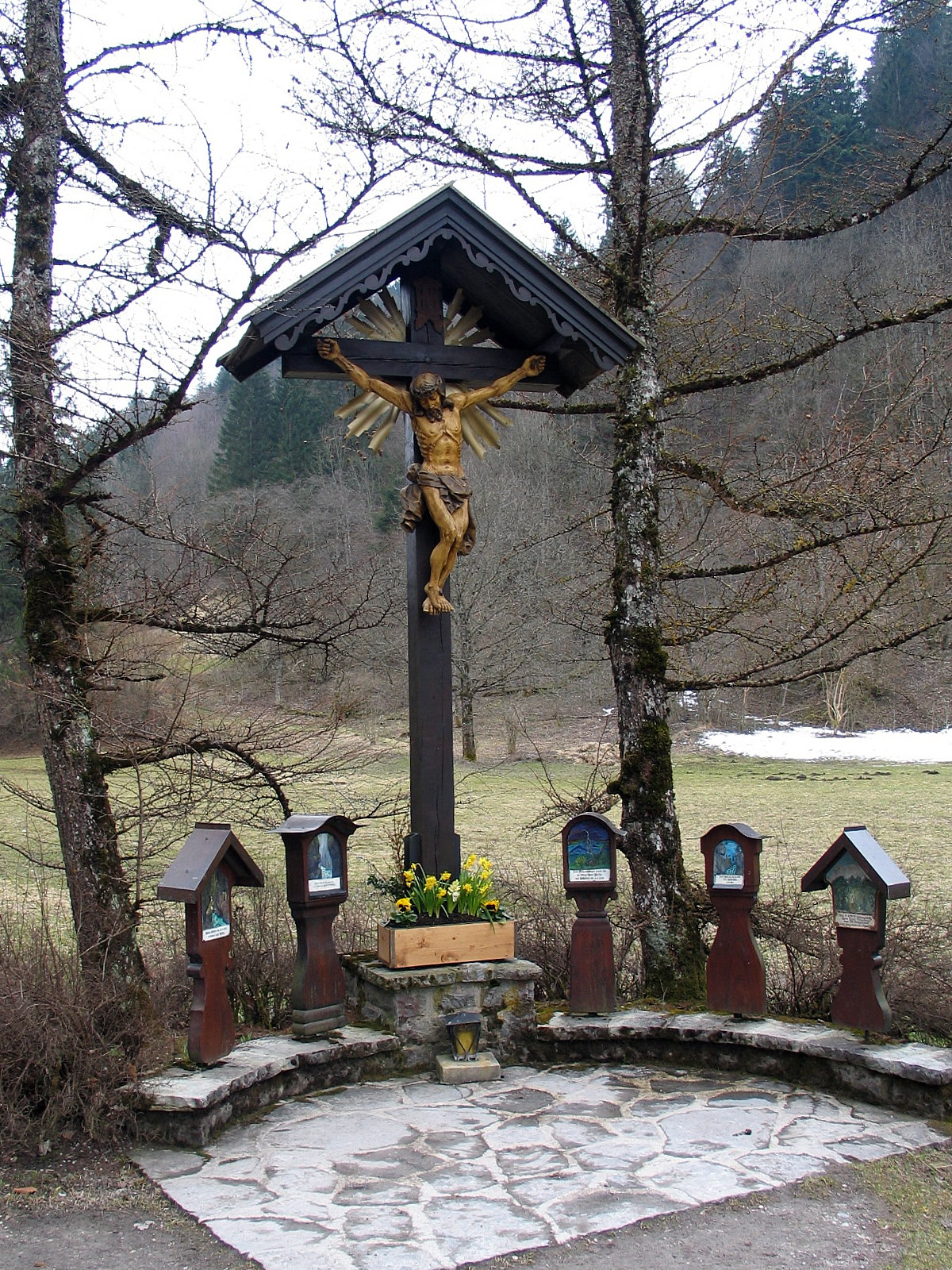
Crucifix in Garmisch-Partenkirchen
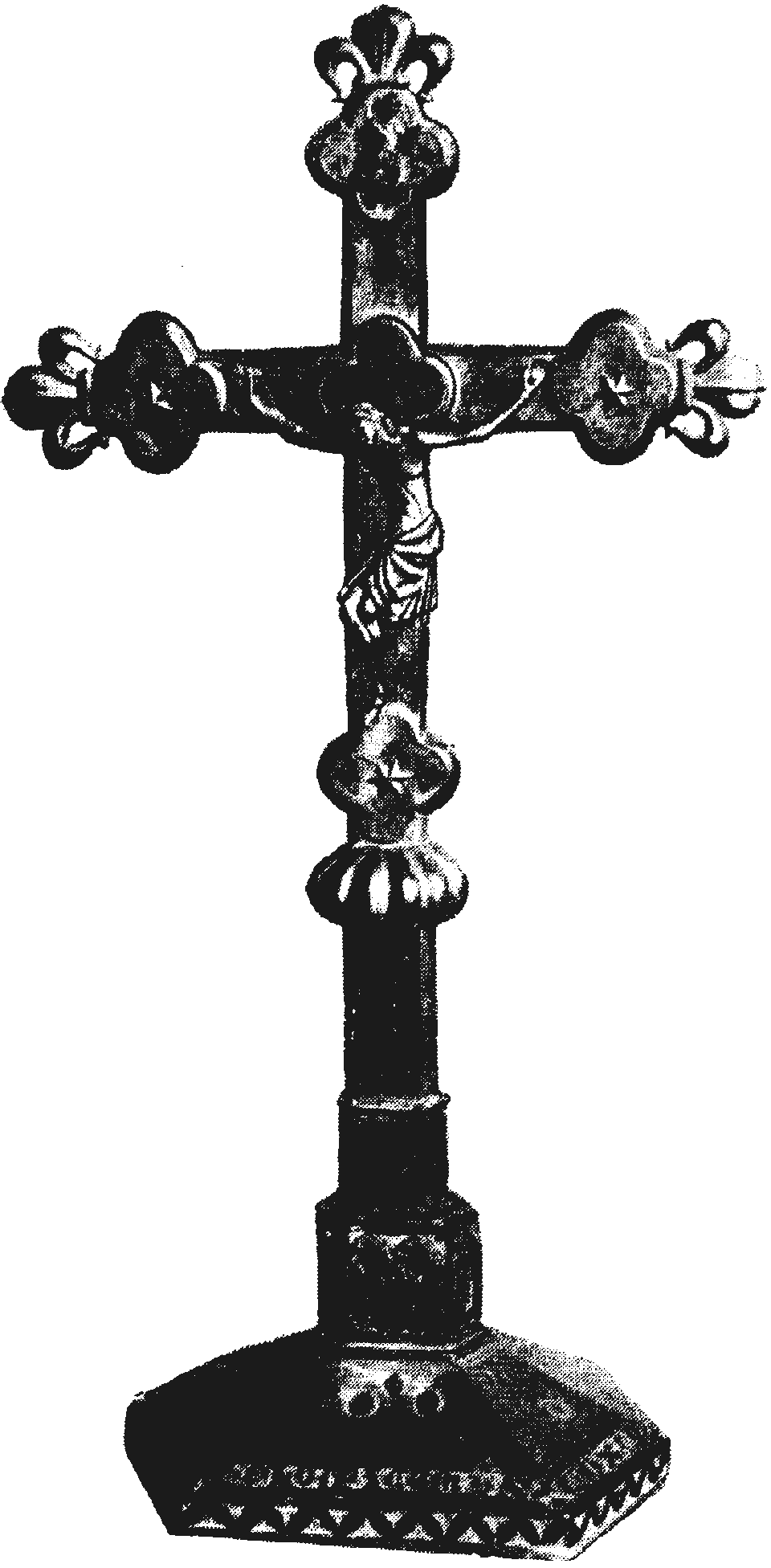
Crucifix, afbeelding uit het Nordisk familjebok
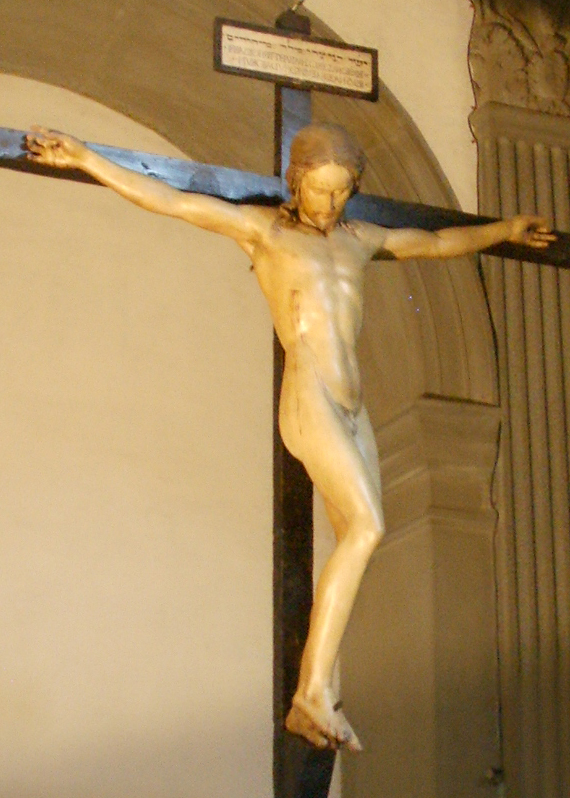
De Crocifisso di Santo Spirito van Michelangelo Buonarroti in Florence, een van de zeldzame crucifixen waarbij Jezus geen lendenschort draagt